# Peter J. Oestergaard Verlag
Der Peter J. Oestergaard Verlag war ein Verlag in Berlin-Schöneberg von 1902 bis etwa 1950. Eigentümer war die Familie Oestergaard.

## Geschichte

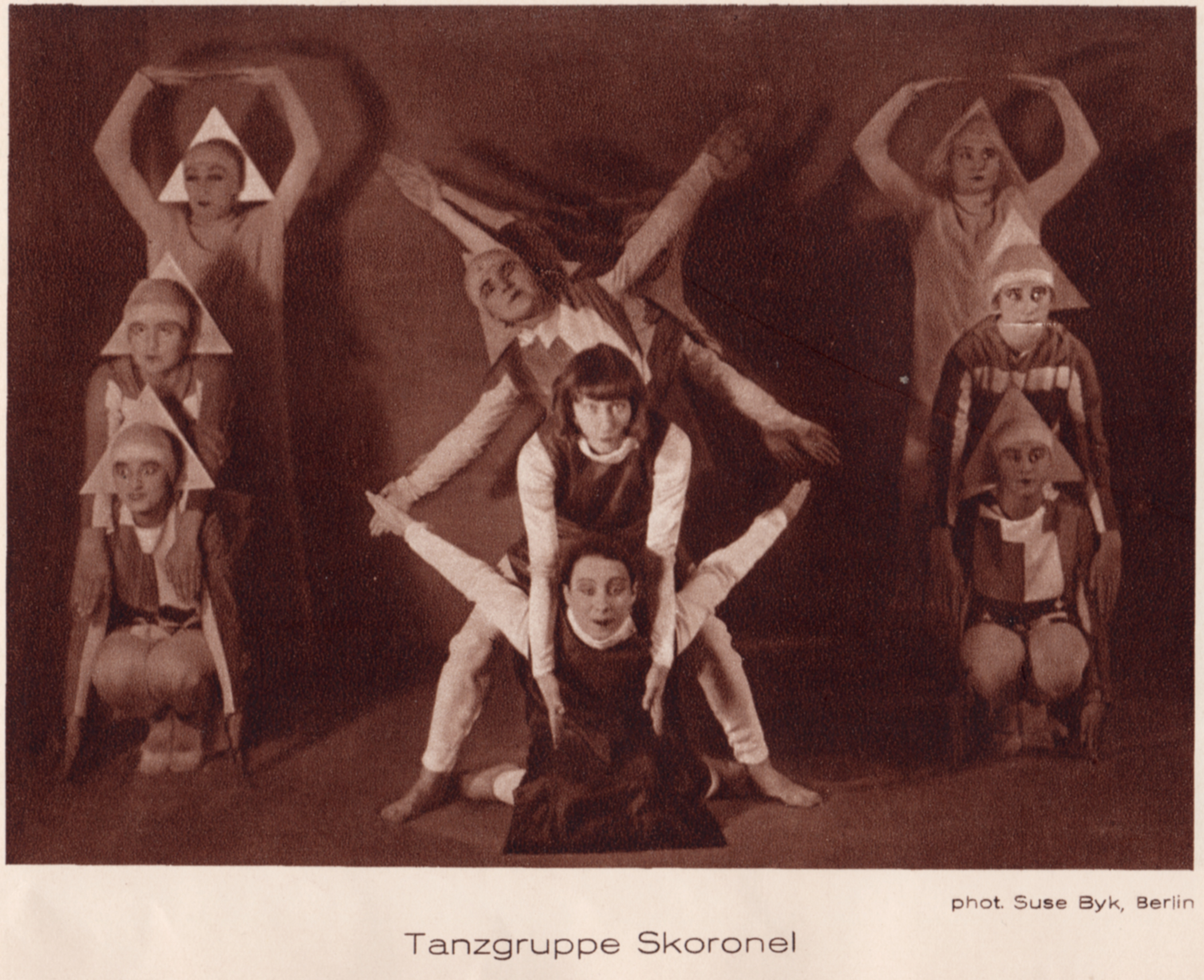
Tanzbuch 1928

Seit etwa 1895 bestand der Verlag Hildebrandt & Oestergaard in Schöneberg bei Berlin. Am 1. Oktober 1902 gründete Peter Jessen Oestergaard einen eigenen Verlag. Dieser war anfangs auch ein Zeitschriftenbuchhandel. Die ersten Werke waren Handbücher, Weltkarten und einige belletristische Werke, teilweise als unerlaubte Nachdrucke, was ihm einigen Ärger mit Verlegern und Buchhändlern einbrachte. 1909 wurde ein gesonderter Columbus-Verlag mit dem Bruder Paul Oestergaard gegründet, in dem seitdem Karten und Globen hergestellt wurden.
In den 1920er und 1930er Jahren entwickelte der Peter J. Oestergaard Verlag eine erfolgreiche Publikationspalette aus verschiedenen Themenbereichen.
1944 wurde er aufgelöst.
Danach wurde er um 1948 neu gegründet, aber um 1951 wieder aufgelöst.

## Publikationen (Auswahl)

### Übersicht
Im Peter J. Oestergaard Verlag erschienen zahlreiche belletristische Werke, meist als Unterhaltungsliteratur, sowie Klassikerausgaben. Autoren waren unter anderen Henrik Ibsen, Maxim Gorki (Nachtasyl), Leo Tolstoi, Ferdinand Freiligrath, Eduard Mörike, Theodor Storm und Gustav Freytag.
Seit den 1920er Jahren erschienen auch einige Romane von Frauen wie Karin Michaëlis (Harfe des Eros), Ida Boy-Ed, Adele Elkan, Lise Gast und weiteren.
Ein weiterer Schwerpunkt waren Wissensbücher und Reisebeschreibungen, außerdem gab es eine Oeconomische Encyclopaedie in 20 Bänden (1931), eine Einführung in den modernen Tanz (1928), die Bücherreihen Das schöne Buch und Durch alle Welt (1917–1939) und vieles mehr. Es erschienen einige Zeitschriften wie Wissen (1907–1908), Welt und Wissen (1910–etwa 1920) und Berliner Leben.

### Einzelne Werke

#### 1903–1918
- Georg von Ompteda: Denise de Montmidi, 1903, eines der ersten Publikationen
- Unsere bedeutendsten Dichter und Schriftsteller der Gegenwart und Vergangenheit in charakteristischen Selbstzeugnissen (= Bildende Geister, 1) 1905
- Bedeutende Komponisten der Gegenwart und Vergangenheit in charakteristischen Selbstzeugnissen (= Bildende Geister, 2), 1906
- Henrik Ibsen, Werke, in drei Bänden, 1908, Nachdruck der Ausgabe des Verlages Enno Quehl, um 1900, ohne Kennzeichnung, Übersetzung von Wilhelm Lange[6]
- Anleitung zur Kenntnis und zum Sammeln der Schmetterlinge und Raupen, mit 18 Farbtafeln, [ohne Jahr, um 1910?] (PDF)

#### 1919–1932
- Heine: Werke, 2 Bände, 1924
- Alfred Kluth-Nauen: Rundfunk für Jedermann, 1925
- Alfred Oestergaard: (Welt und Wissen. Gemeinverständliche, belehrende und unterhaltende Darstellungen aus allen Wissensgebieten), 3 Bände, 1925
- Ida Boy-Ed: Annas Ehe [nach 1923], Neuauflage
- Hans Land: Die singende Hand, 1926
- Paul Grabein: Nomaden, 1926 Text im Projekt Gutenberg-DE
- Louis Couperus: Xerxes. Einzig berechtigte Übertragung von Else Otten. Mit Illustrationen von Martin Stekker, 1926
- Karl Sokolowski: Im Bannkreise des Balkans, 1926
- Otto Winter: Briefe der Liebe und Freundschaft der letzten hundert Jahre, 1927
- Sten Wide: Frau Harriets Ehe, Roman 1927
- Wilhelm Filchner: Wetterleuchten im Osten. Erlebnisse eines diplomatischen Geheimagenten, 1927
- Wilhelm Filchner: Hui-Hui. Asiens Islamkämpfe, 1928
- Rudolf Lämmel: Der moderne Tanz. Eine allgemeinverständliche Einführung in das Gebiet der Rhythmischen Gymnastik und des Neuen Tanzes, 1928
- Paul Rosenhayn: Die Yacht der sieben Sünden, 1928 Text im Projekt Gutenberg-DE
- Paul Gerhard Zeidler,  Alfred Semerau:  Katharina der Große, historischer Roman,  1929
- Adele Elkan: Mutter und Sohn, Roman, 1929
- Adele Elkan: Evas große Fahrt, Erzählung für junge Mädchen, 1930
- Karin Michaëlis: Harfe des Eros, 1930, 1933 verboten als Teil des Gesamtwerkes
- Jonny Behm: Zwischen Adria und Ägäis. Reiseerzählungen, 1930
- Unser Hausarzt. Wie behandle ich mich in gesunden und kranken Tagen, 1930
- Hellmuth Quast-Peregrin: Die Robbenfänger, 1931
- J. Wiese: Die sechs Frauen Heinrichs VIII. Ehetragödien und Ehekomödien eines königlichen Blaubarts,  1931
- Oeconomische Encyclopädie Oestergaards Lexikon,  20 Bände, 1931
- Paul Rosenhayn: Nachtanruf,  Roman, 1931 Text im Projekt Gutenberg-DE
- Paul Grabein: Jugendstürme, 1931 Text im Projekt Gutenberg-DE
- Paul Gerhard Zeidler: Ignez de Castro, 1931
- B. Schidlof: Liebe und Ehe bei den Naturvölkern, 1932
- Ottokar Janetschek: Christiane Vulpius. Goethes Freundin und Frau, 1932

#### 1933–1944
- Leo Heller: Der Liebesrentner. Der Lebensroman eines Berliner Zuhälters, 1933  Digitalisat; später verboten
- Ludwig Wunder: Streifzüge im Reiche der Elektrizität, mit 102 Abbildungen, 1935
- Lise Gast: Das zaudernde Herz, Roman, 1939